# Половинка (Сахалинская область)
Половинка — упразднённый посёлок в Александровск-Сахалинском районе Сахалинской области России. На момент упразднения входил в состав городского округа Александровск-Сахалинский. В 2001 году включен в состав города Александровск-Сахалинский и исключен из учётных данных.

## География
Посёлок находился на берегу Александровского залива Татарского пролива, в устье реки Первая Половинка, на расстоянии приблизительно в 2 км (по прямой) к северу от города Александровск-Сахалинский.

## История
Русское старожильческое село основано в 1894 году. По данным на 1926 года пристань Половинка состояла из 5 хозяйств. В административном отношении входила в состав Арковского сельсовета Александровского района Сахалинского округа Дальневосточного края.
По данным на 1937 год посёлок при рыбозаводе Половинка (год возникновения указан 1929) входил в состав Александровского горсовета Александровского района.

## Население
| 1926 | 1937 |
| ---- | ---- |
| 7    | ↗498 |

По данным на 1926 год китайцы проживали в 60 % хозяйств.